# Sidang Iso Mukti
Sidang Iso Mukti is een bestuurslaag in het regentschap Mesuji van de provincie Lampung, Indonesië. Sidang Iso Mukti telt 2853 inwoners (volkstelling 2010).